# آناهیتا نعمتی
آناهیتا نعمتی (زادهٔ ۲۰ تیر ۱۳۵۶ در شاهرود)، همچنین معروف به آنا نعمتی، هنرپیشه تئاتر، سینما و تلویزیون ایران است.

## زندگی‌نامه
آناهیتا نعمتی، بازی در سینما را در سال ۱۳۷۵ آغاز کرد. وی، پس از گذراندن دوره بازیگری، زیر نظر حمید سمندریان، برای اولین بار، در نقش کوتاهی در فیلم «هیوا» (رسول ملاقلی‌پور، ۱۳۷۵) ظاهر شد. اما با بازی در مجموعه تلویزیونی پرطرفدار «مسافر» بود که به شهرت رسید.
وی، تا پیش از پارک‌وی (فریدون جیرانی، ۱۳۸۵) در سینما با نقش‌های دیگری، مطرح شده بود؛ اما پس از این فیلم، نشان داد که می‌توان برای کارهای سخت‌تر، روی او حساب کرد. نعمتی، در فیلم زن دوم (سیروس الوند)، یکی از نقش‌های اصلی را بر عهده داشت و در یک سکانس، جایی که از بهرام (محمدرضا فروتن) خواست که به او فرصت بدهد، به‌یادماندنی شد. او با فیلم یکی می‌خواد باهات حرف بزنه و ایفای نقش یک مادر شکست‌خورده، وارد مرحله جدیدی از بازیگری شد که تحسین منتقدین را برانگیخت و پس از آن، با بازی در تئاتر و همین‌طور، نقش‌آفرینی در فیلم‌های انارهای نارس، ماحی و عصر یخبندان، سعی کرد تا گزیده‌کار باشد و بیشتر، برای ایفای نقش خوب و متفاوت، صبر کند. او همسر سابق ابوالفضل پورعرب است.

## فیلم‌شناسی

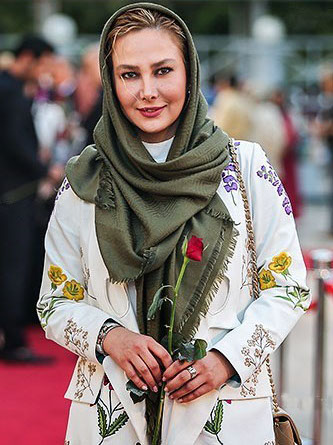
نعمتی در شانزدهمین جشن حافظ

### سینما[۳]
| عنوان فیلم                | کارگردان             | سال تولید |
| ------------------------- | -------------------- | --------- |
| آپاندیس                   | حسین نمازی           | ۱۳۹۵      |
| ماحی                      | داود خیام            | ۱۳۹۴      |
| جاودانگی                  | مهدی فرد قادری       | ۱۳۹۴      |
| متولد ۶۵                  | مجید توکلی           | ۱۳۹۴      |
| عصر یخبندان               | مصطفی کیایی          | ۱۳۹۳      |
| انارهای نارس              | مجیدرضا مصطفوی       | ۱۳۹۲      |
| یکی می‌خواد باهات حرف بزنه | منوچهر هادی          | ۱۳۹۰      |
| پایان دوم                 | یعقوب غفاری          | ۱۳۸۹      |
| پنهان                     | مهدی رحمانی          | ۱۳۸۹      |
| شیش و بش                  | بهمن گودرزی          | ۱۳۸۹      |
| در امتداد شهر             | علی عطشانی           | ۱۳۸۹      |
| برف روی شیروانی داغ       | محمدهادی کریمی       | ۱۳۸۹      |
| پرستوهای عاشق             | فریال بهزاد          | ۱۳۸۹      |
| یکی از ما دو نفر          | تهمینه میلانی        | ۱۳۸۹      |
| آل                        | بهرام بهرامیان       | ۱۳۸۸      |
| برخورد خیلی نزدیک         | اسماعیل میهن دوست    | ۱۳۸۷      |
| دعوت                      | ابراهیم حاتمی‌کیا     | ۱۳۸۷      |
| زن دوم                    | سیروس الوند          | ۱۳۸۶      |
| پارک وی                   | فریدون جیرانی        | ۱۳۸۵      |
| هدف اصلی                  | قدرت‌الله صلح میرزایی | ۱۳۸۵      |
| سوغات فرنگ                | کامران قدکچیان       | ۱۳۸۴      |
| پروین                     | مرتضی هرندی          | ۱۳۸۴      |
| شغال (فیلم)               | اصغر نصیری           | ۱۳۸۴      |
| انتخاب                    | تورج منصوری          | ۱۳۸۳      |
| زندانی ۷۰۷                | حبیب‌الله بهمنی       | ۱۳۸۰      |
| دلباخته                   | خسرو معصومی          | ۱۳۷۸      |
| هیوا                      | رسول ملاقلی‌پور       | ۱۳۷۷      |

### مجموعه تلویزیونی
| عنوان فیلم  | کارگردان          | سال تولید             |
| ----------- | ----------------- | --------------------- |
| جاده قدیم   | بهرام بهرامیان    | ۱۳۹۴                  |
| کلاه پهلوی  | سید ضیاءالدین دری | ۱۳۹۱                  |
| خسته‌دلان    | سیروس الوند       | ۱۳۸۸                  |
| پول کثیف    | جواد افشار        | ۱۳۸۲                  |
| کریم‌خان زند | محمدرضا ورزی      | ۱۳۸۰–۱۳۷۹             |
| مسافر       | سیروس مقدم        | ۱۳۷۹                  |
| سایه آفتاب  | محمدرضا آهنج      | ۱۳۸۲                  |
| همراز       | سامان مقدم        | ۱۳۸۱ پاییز، ماه رمضان |

### فیلم کوتاه
- قضاوت
- سکوت
- بازتاب یک ذهن ناتمام
- مثل همیشه (در نقش یاقوت)

### تئاتر
- چنگیزخان (چیستا یثربی)
- مرغ سحر (احمد آسوده)
- سیزده (روزبه سجادی حسینی)
- نمایشنامه خوانی «ماه در آب» (بهاره مشیری)

## جوایز و افتخارات

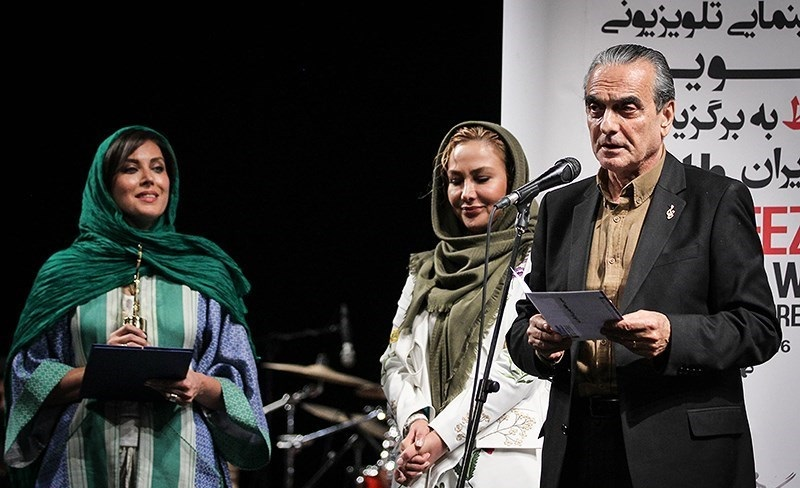
ازراست همایون ارشادی آنا نعمتی مهتاب کرامتی

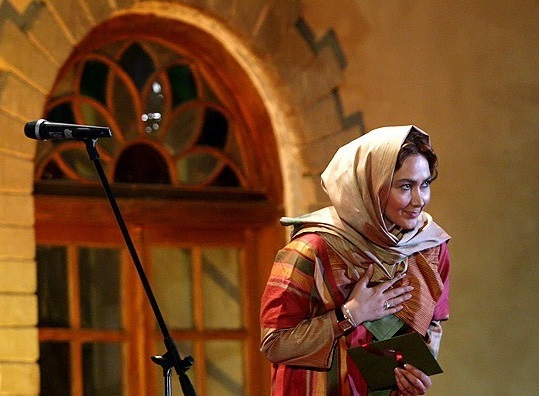
در پانزدهمین جشن سینمای ایران سال ۱۳۹۰

- کاندیدای دریافت جایزه بهترین بازیگر مکمل زن از جشن بزرگ دنیای تصویر برای فیلم «زن دوم»
- کاندیدای دریافت جایزه بهترین بازیگر مکمل زن از بیست و هشتمین جشنواره فیلم فجر برای فیلم «آل»
- کاندیدای بهترین بازیگر زن برای فیلم «آل» از جشن دنیای تصویر
- کاندیدای دریافت جایزه بهترین بازیگر نقش مکمل زن از بیست و نهمین جشنواره فیلم فجر برای فیلم «برف روی شیروانی داغ»
- کاندیدای بهترین بازیگر زن برای فیلم «برف روی شیروانی داغ» از دنیای تصویر
- کاندیدای بهترین بازیگر زن برای فیلم «برف روی شیروانی داغ» از جشن منتقدین
- کاندیدای بهترین بازیگر مکمل زن به انتخاب نویسندگان و منتقدین سایت سی نت برای بازی در فیلم «برخورد خیلی نزدیک»
- کاندیدای بهترین بازیگر نقش اول زن برای فیلم «یکی میخواد باهات حرف بزنه» از سی امین جشنواره فیلم فجر
- کاندیدای دریافت جایزه بهترین بازیگر نقش اول زن برای فیلم «انارهای نارس»
- دریافت تندیس سینمایی حافظ بهترین بازیگر زن برای فیلم «انارهای نارس»